# プリシアリゾートヨロン

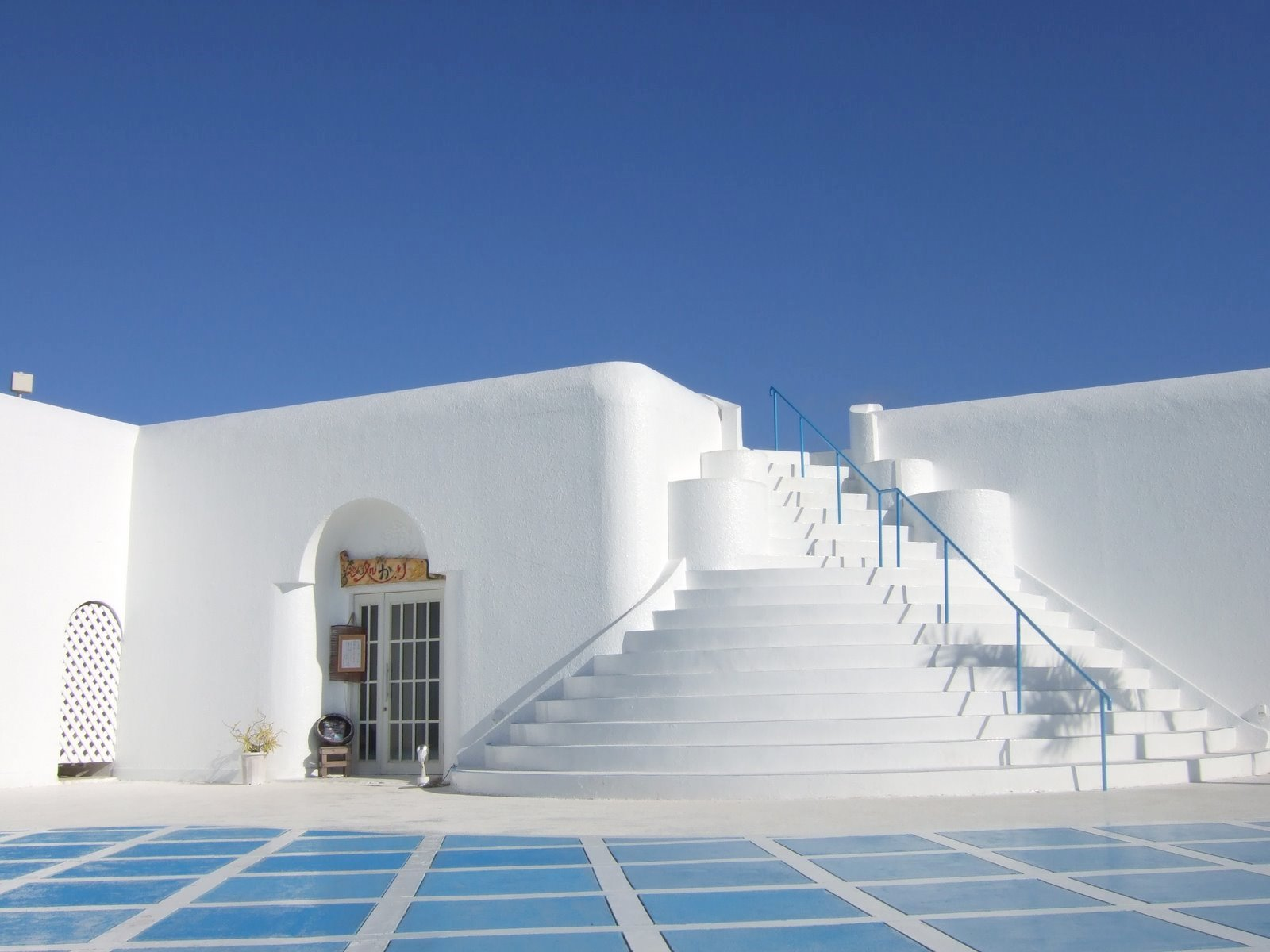
プリシアリゾート

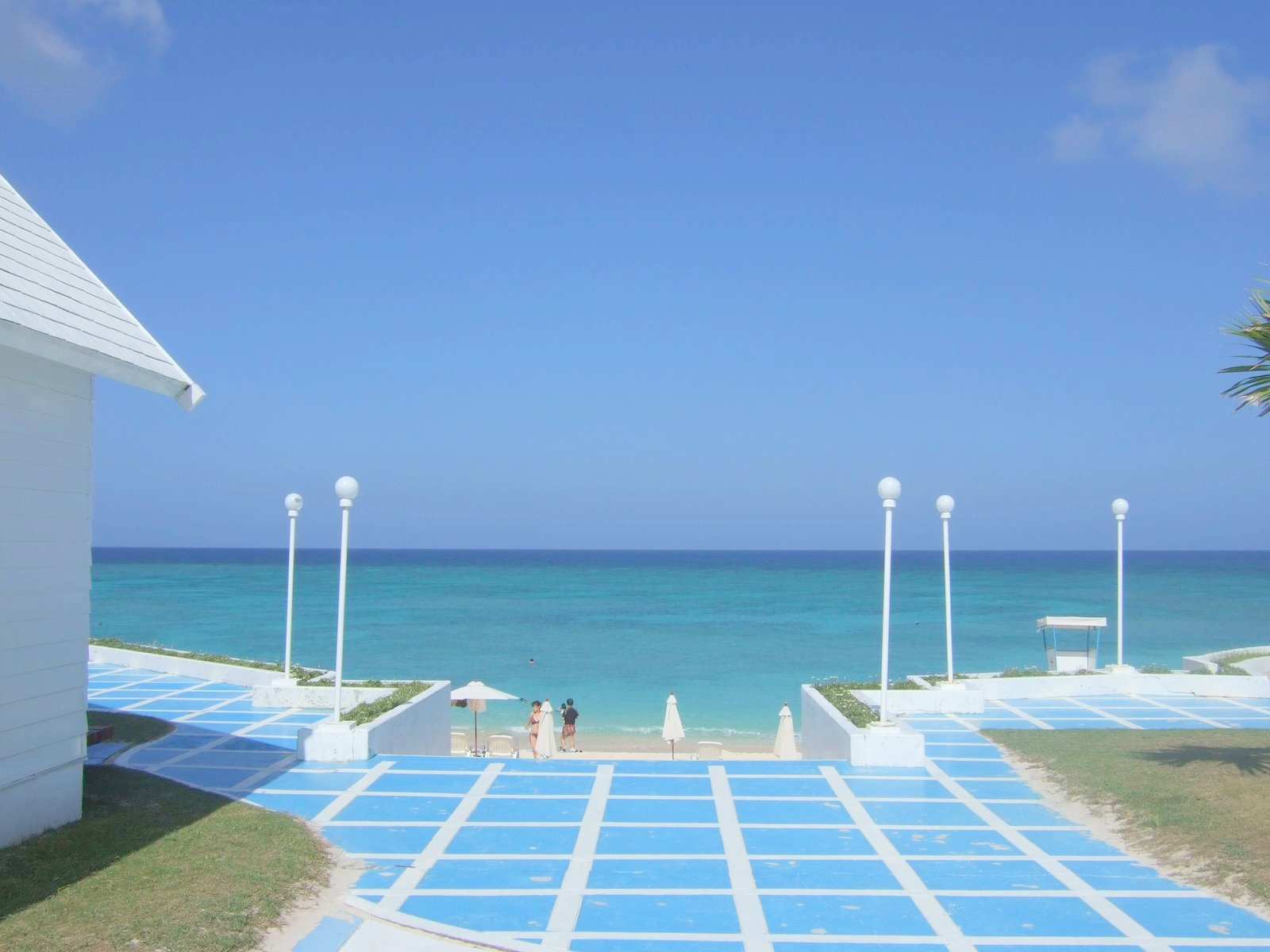
プリシアリゾート

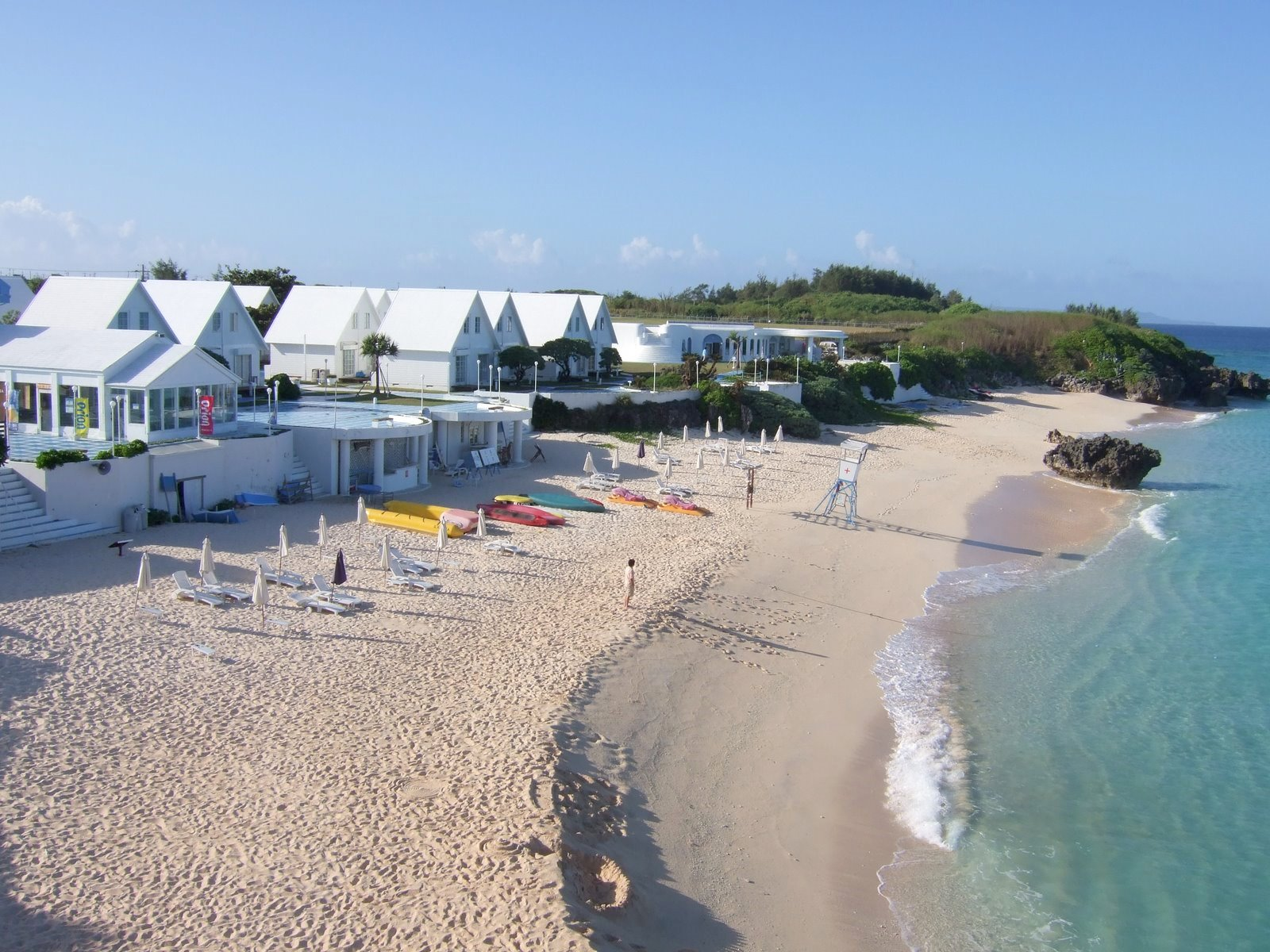
プリシアリゾートプライベートビーチ

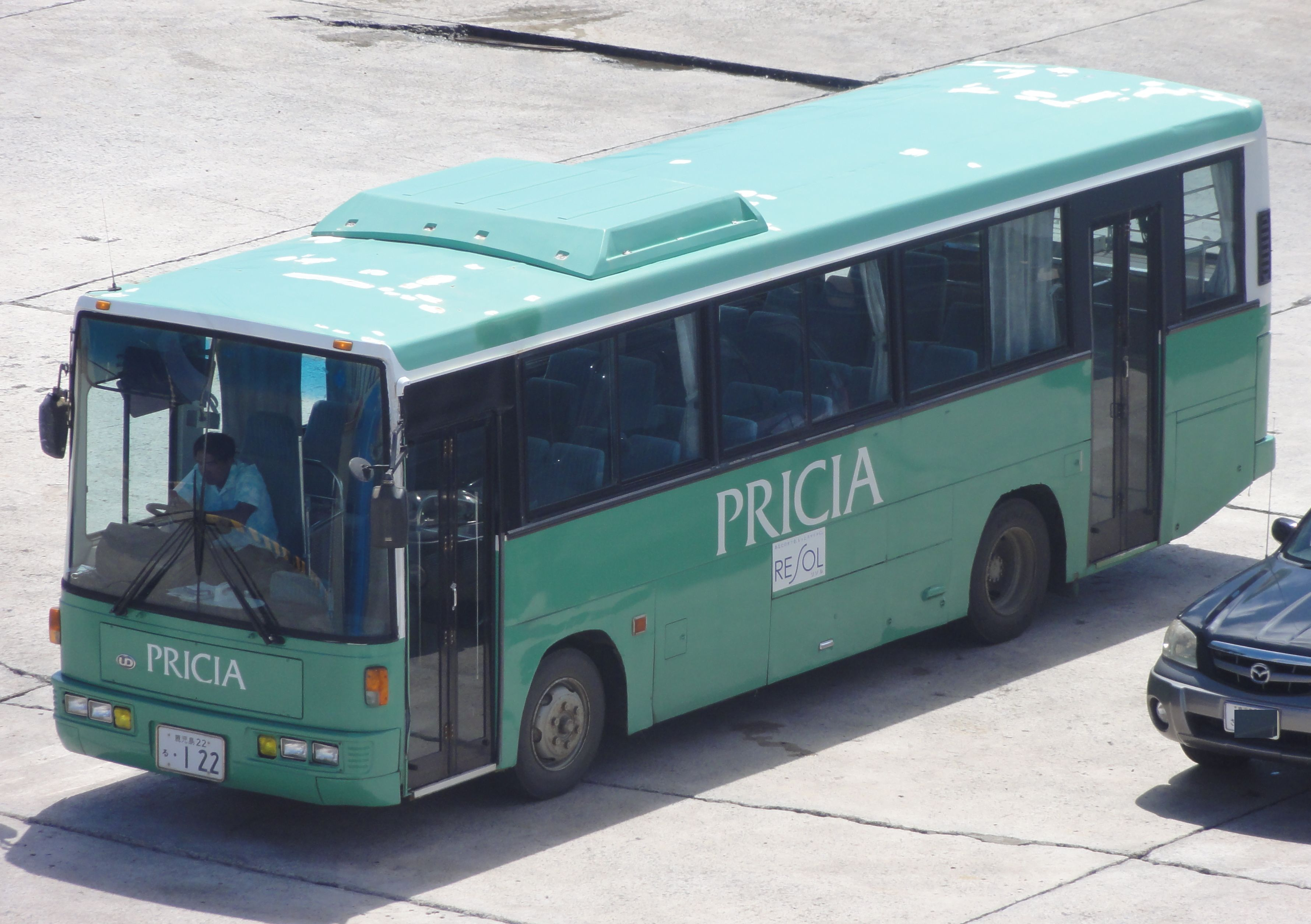
プリシアリゾートの送迎バス

プリシアリゾートヨロンは、鹿児島県大島郡与論町にあるリゾートホテル。リゾートソリューションが運営する大型リゾート施設である。
与論島の西岸、サンセットビーチと称される兼母海岸に面しており、南国リゾートをモチーフに作られている。ホテルの目の前にはプライベートビーチが広がっている。

## 歴史
1985年に倉渕雅也によって45億円(総工費58億円)で創設された。プリシアリゾートは年商60億円の企業となったが、過剰投資がたたり、倉渕はプリシアリゾートを売却した。
1987年9月10日、ミサワホームグループの日本エタニットパイプが運営会社となった。1988年4月14日より、共同所有方式のコテージを分譲した。
1989年には、民宿の軒数が大幅に減少する中、満室状態であった。
2012年、オーシャンビューテラスを持つ地中海レストランをオープンした。
2013年6月19日に発売されたNMB48の7枚目のシングル『僕らのユリイカ』のミュージックビデオはここで収録された。
2014年5月10日、ミコノスエリアの一角にコナミ製のシミュレーションゴルフをオープンした。

## アクセス
- 与論空港から車で5分[3]